# پارک جنگلی مره خونی
پارک جنگلی مره خونی یکی از پارک‌های استان آذربایجان شرقی می‌باشد. با ایجاد تغییراتی که در این پارک انجام گرفته‌است این پارک به یکی از جاذبه‌های گردشگری استان تبدیل گردیده‌است. این پارک در قسمت ورودی شهر سردرود واقع شده‌است.